# Día de la Gastronomía Sostenible
El Día de la Gastronomía Sostenible es una jornada que se celebra el 18 de junio desde el 2017 y fue establecida en 2016 por la Asamblea General de las Naciones Unidas (AGNU).

## Proclamación
La propuesta fue presentada por la representación permanente del Perú ante las Naciones Unidas por la Sociedad Peruana de Gastronomía.El Día de la Gastronomía Sostenible fue proclamado el 21 de diciembre de 2016, por la AGNU en colaboración con la Organización de las Naciones Unidas para la Educación, la Ciencia y la Cultura (UNESCO) y la Organización de las Naciones Unidas para la Alimentación y la Agricultura(FAO). El objetivo es reconocer la gastronomía como una expresión cultural de la diversidad natural y cultural del mundo, promoviendo prácticas culinarias que respeten el medio ambiente y fomenten el uso sostenible de los recursos naturales.

## Celebración
Este día se celebra anualmente el 18 de junio, la fecha fue elegida para destacar la importancia de la gastronomía en el desarrollo sostenible, especialmente en el contexto de la crisis climática, la pérdida de biodiversidad y la contaminación. La primera celebración tuvo lugar en 2017, con actividades organizadas por la FAO y la UNESCO, incluyendo exposiciones culturales de alimentos, espectáculos gastronómicos y la promoción de dietas ecológicas. En los años siguientes, las celebraciones se han enfocado en sensibilizar al público sobre la importancia de la sostenibilidad en la cocina, la promoción de energías limpias en la preparación de alimentos y el apoyo a los agricultores locales.